# Astragalus didymophysus
Astragalus didymophysus är en ärtväxtart som beskrevs av Aleksandr Andrejevitj Bunge. Astragalus didymophysus ingår i släktet vedlar, och familjen ärtväxter. Inga underarter finns listade i Catalogue of Life.